# Faauna
 (janvier 2022).
Faauna est un groupe de cumbia électronique argentin, composé de Cristian Del Negro (Color Kit) et Estefi Spark.

## Biographie
Faauna est formé sous le nom de Fauna dans la ville de Mendoza en 2003 par Cristian Del Negro et Federico Rodriguez, tous deux amis et producteurs de musique électronique, principalement jungle et drum and bass. Sept ans plus tard, à la fin de 2010, Federico décède et est remplacé dans le duo par Arturo Gueglio (Zai). Depuis ses origines, Fauna cherche à élargir ses horizons et à repousser ses frontières musicales. Ils commencent à essayer de mélanger la musique électronique et la cumbia, un genre stigmatisé en Argentine mais incontestablement populaire. Ces expériences commencent à définir un son original que les musiciens appellent alternativement « cumbia de la jungla » ou « drum and bass villero ».
Finalement, ils commencent à transcender leur Mendoza natal et à interagir avec d'autres artistes sur la même longueur d'onde, comme les Frikstailers et DJ Villa Diamante. Grâce à ces rencontres et aux soirées du Zizek Urban Beat Club, Fauna a commencé à se faire un nom dans la ville de Buenos Aires. En 2008, avec ZZK Records, ils sortent leur premier album La Manita de Fauna et font une tournée dans 14 pays, jouant notamment au Coachella et au festival de Roskilde. Grâce à diverses collaborations avec d'autres artistes et producteurs, le duo a commencé à expérimenter des rythmes tels que le dancehall et le kuduro. Dans cette direction, en 2011, ils  sortent Manshines, le deuxième album du groupe. Peu avant sa sortie et alors que l'album était déjà enregistré, Federico Rodríguez est décédé. Federico était le fils de l'écrivain Mario Rodríguez, plus connu sous le nom de Silo, fondateur mythique du mouvement humaniste.
En 2015, Fauna change de nom pour devenir Faauna et signe un accord avec le label Concepto Cero pour ce qui sera leur troisième album studio Psicodelia cosa seria, qui inclut différents collaborateurs et la production artistique d'El Chávez. Le 5 juin de la même année, ils présentent l'album à la salle N8 de Mendoza. En 2018, Estefi Spark, qui a participé en tant que danseuse aux spectacles, remplace Arturo Gueglio.

## Discographie

### Albums studio
- 2008 : La Manita de Fauna (ZZK Records)
- 2011 : Manshines (ZZK Records)
- 2015 : Psicodelia cosa seria (Concepto Cero)
- 2020 : Tropicalypsis Now (Hawaii Bonsaï)

### Remixes
- 2012 : Manshines Remixes (ZZK Records)

### EP
- 2013 : All plato

### Singles
- 2015 : San Pedro[9] (Concepto Cero)